# Бікметово (Туймазинський район)
Бікме́тово (рос. Бикметово, башк. Бикмәт) — село у складі Туймазинського району Башкортостану, Росія. Входить до складу Татар-Улкановської сільської ради.
Населення — 109 осіб (2010; 107 у 2002).
Національний склад:
- башкири — 69 %

У селі народились:
- драматург, голова правління Спілки письменників Башкирської АРСР (1973-1988) Асхат Мірзагітов (1928-1989)
- літературознавець Сафуанов Суфіян Гаязович (1931)